# 第一誡的義務
《第一诫的义务》（德語：Die Schuldigkeit Des ersten und fürnehmsten Gebottes），作品號K. 35，是沃尔夫冈·阿马德乌斯·莫扎特参与创作的一部宗教歌唱剧，写于1767年。这齣歌剧的第一部也是他第一部歌剧作品。创作这部作品时，莫扎特年仅11岁。依照现在的研究结果，这部歌剧的剧本是由伊格纳茨·安东·冯·韦泽所写。此前由于剧本的封面上仅有署名“J.A.W.”，相关研究者曾推测剧本作者可能是约翰·亚当·威兰或是雅各布·安东·马里亚努斯·威默。莫扎特只写了歌剧的第一部，第二部与第三部分别由米歇尔·海顿与安东·卡耶坦·阿德加瑟完成。后两部目前都已佚失。歌剧的第一部1767年3月12日在萨尔茨堡大主教宫骑士厅首演，第二与第三部则分别于同月的19日与26日首演。

## 背景与首演
莫扎特在创作这部歌剧时年仅11岁。当时他刚游历了法国、英国与瑞士等地，并从伤寒病中死里逃生。在这次旅行中，他接触了约翰·克里斯蒂安·巴赫等知名作曲家，并从他们身上受益匪浅。剧本的作者伊格纳茨·安东·冯·韦泽是萨尔茨堡富商，曾为利奥波德·莫扎特创作过两部康塔塔的唱词。
这部歌剧是为庆祝当时的萨尔茨堡大主教西吉斯蒙德·冯·施拉滕巴赫在位周年纪念而作。莫扎特于1766年12月受命创作这部歌剧的第一部。第二部与第三部则分别由米歇尔·海顿和安东·卡耶坦·阿德加瑟完成。
这部歌剧得名于《马可福音》中由耶稣指明的第一要紧的诫命：
|                  | 你要尽心、尽性、尽意、尽力爱主你的神 |
| ——马可福音 12:30 |                                      |

剧情大致讲的是一位三心二意的基督徒在圣灵的引导下逐步转变为热忱的教徒的故事。
歌剧的第一部于1767年3月12日在萨尔茨堡大主教宫骑士厅首演，第二与第三部则分别于同月的19日与26日首演。第一部后于同年的4月2日再度上演。当时有关舞台布置这样的演出细节的记录并没有留存下来。当时的演出者中很多人两年后又参与了同为莫扎特创作的歌剧《善意的谎言》(義大利語：La finta semplice)的首演。

## 出场角色
本剧的出场角色及首演时的演出者如下：
| 角色                                         | 类型       | 首演演员                 |
| -------------------------------------------- | ---------- | ------------------------ |
| 圣裁 （德語：Gerechtigkeit）                              | 花腔女高音 | 玛丽亚·安娜·布劳恩霍费尔 |
| 基督徒的灵魂 （德語：Christgeist)                       | 男高音     | 安东·弗朗茨·斯皮茨德     |
| 神的怜悯 （德語：Barmherzigkeit)                           | 女高音     | 玛丽亚·玛格达列娜·利普   |
| 一个三心二意后来却充满热忱的基督徒 （德語：Ein lauer und hinnach eifriger Chris) | 男高音     | 约瑟夫·迈斯纳            |
| 世间的灵魂 （德語：Weltgeist)                         | 女高音     | 玛丽亚·安娜·费斯梅尔     |

## 曲目列表
- Sinfonia Allegro（序曲）
- Recitativo: Die Löblich' und gerechte Bitte（“这个可赞又公平的要求……”）
- No. 1 Aria: Mit Jammer muß ich schauen（“我怀着哀伤看着……”）
- Recitativo: So viele Seelen Fall（“如此多的圣灵降临……”）
- No. 2: Ein ergrimmter Löwe brüllet（“一只愤怒的雄狮在吼叫……”）
- Recitativo: Was glaubst du（“你在想些什么……”）
- No. 3: Erwache, fauler Knecht（“醒来，怠惰的仆人……”）
- Recitativo: Er reget sich（“他在叫着……”）
- Recitativo: Wie, wer erwecket mich?（“怎么，是谁在叫醒我？……”）
- No. 4:Hat der Schöpfer dieses Leben（“是造物者创造这些生灵……”）
- Recitativo:  Daß Träume Träume sind（“那些梦只是梦……”）
- No. 5: Jener Donnerworte Kraft（“那如雷霆般言语的力量……”）
- Recitativo: Ist dieses, o so zweifle nimmermehr（“正是这样，所以不要再怀疑……”）
- No. 6: Schilder einen Philosophen（“保护一位哲人……”）
- Recitativo: Wen hör' ich nun hier（“正当我在此聆听……”）
- No. 7: Manches Übel（“一些邪恶之事……”）
- Recitativo: Er halt mich einem Kranken gleich（“他视我为病夫……”）
- Recitativo: Hast du nuunmehr erfarhen（“你再领受些了么……”）
- No. 8 Terzetto: Laßt mir eurer Gnade Schein（“让我接受您的恩典……”）

### 參照
1. 1 2 3  . OperaGlass. 2003  [2016-07-27]. （原始内容存档于2016-03-14） （英语）.
2. 1 2 3 4 5  Page, I.  (PDF). Signum Records. 2012  [2016-07-27]. （原始内容 (PDF)存档于2017-08-10） （英语）.
3. ↑  . Opera Guide. 2011  [2016-07-27]. （原始内容存档于2016-08-25） （德语）.